# Corticaria longicollis
Corticaria longicollis is een keversoort uit de familie schimmelkevers (Latridiidae). De wetenschappelijke naam van de soort werd in 1838 gepubliceerd door Johan Wilhelm Zetterstedt.